# Hukuntsi
Hukuntsi è un villaggio del Botswana situato nel distretto di Kgalagadi, sottodistretto di Kgalagadi North. Il villaggio, secondo il censimento del 2011, conta 4 654 abitanti.

## Località
Nel territorio del villaggio sono presenti le seguenti 11 località:
- Bohese di 11 abitanti,
- Gukwa di 17 abitanti,
- Kawi di 14 abitanti,
- Mae di 8 abitanti,
- Makgarejwana,
- Makwangkwang di 1 abitante,
- Marang di 17 abitanti,
- Mokgadi di 17 abitanti,
- Mokwadi Mokope Farm di 1 abitante,
- Mosaseng di 6 abitanti,
- Tshwaragano Syndicate di 5 abitanti